# Nationaal park Reisa
Nationaal park Reisa (Noors: Reisa nasjonalpark/Samisch:Ráisa álbmotlasmeahcci) is een nationaal park in Noorwegen. Het werd opgericht in 1986 en is 806 vierkante kilometer groot. Het landschap bestaat uit fjell in en om het Reisa-dal. In het park groeit Rhododendron lapponicum. Er komen 140 vogelsoorten voor in het park, waaronder ruigpootbuizerd, steenarend, torenvalk, giervalk, sperweruil, roodkeelduiker, parelduiker. Verder leeft er poolvos, lynx en veelvraat. Het park grenst aan het Finse Wildernisgebied Käsivarsi.